# Elasmus nudus
Elasmus nudus är en stekelart som först beskrevs av Christian Gottfried Daniel Nees von Esenbeck 1834.  Elasmus nudus ingår i släktet Elasmus och familjen finglanssteklar. Arten är reproducerande i Sverige. Inga underarter finns listade i Catalogue of Life.